# Opération Transom
Théâtre d'Asie du Sud-Est de la Seconde Guerre mondiale
Batailles
- Opération Cockpit
- Opération Transom
- Opération Matterhorn (Pelembang - Kuala Lumpur)
- Bombardements de Bangkok (1942-45)
- Bombardements de Singapour (1944-45)
- Opération Crimson
- Opération Banquet (Padang)
- Opération Light
- Opération Millet
- Opération Outflank (Robson - Lentil - Meridian)
- Opération Sunfish
- Opération Bishop
- Opération Balsam
- Opération Collie
- Opération Livery

Japon :
- Raid de Doolittle
- Bombardements stratégiques sur le Japon (Tokyo
- Yokosuka
- Kure
- Hiroshima et Nagasaki)
- Raids aériens japonais des îles Mariannes
- Campagne des archipels Ogasawara et Ryūkyū
- Opération Famine
- Bombardements navals alliés sur le Japon
- Baie de Sagami
- Invasion de Sakhaline
- Invasion des îles Kouriles
- Opération Downfall
- Reddition du Japon

Pacifique central :
- Pearl Harbor
- Guam (1941)
- Wake
- Raid sur les îles Gilbert et Marshall
- Opération K
- Midway
- Opération RY
- Campagne des îles Gilbert et Marshall
- Campagne des îles Mariannes et Palaos
- Campagne des archipels Ogasawara et Ryūkyū
- Opération Inmate

Pacifique du sud-ouest :
- Nauru
- Invasion des Philippines (1941-42)
- Invasion des Indes orientales néerlandaises
- Opérations de l'Axe dans les eaux australiennes
- Raids aériens japonais sur l'Australie (1942-43)
- Opération Ke
- Campagne des îles Salomon
- Campagne de Nouvelle-Guinée
- Campagne des Philippines
- Campagne de Bornéo (1945)

Asie du sud-est :
- Invasion de l'Indochine (1940)
- Océan Indien (1940-45)
- Guerre franco-thaïlandaise
- Invasion de la Thaïlande
- Campagne de Malaisie
- Hong Kong
- Singapour
- Campagne de Birmanie
- Opération Kita
- Indochine (1945)
- Détroit de Malacca
- Opération Jurist
- Opération Tiderace
- Opération Zipper
- Bombardements stratégiques (1944-45)

Guerre sino-japonaise
Front d'Europe de l’Ouest
Front d'Europe de l’Est
Bataille de l'Atlantique
Campagnes d'Afrique, du Moyen-Orient et de Méditerranée
Théâtre américain
L'opération Transom était le nom de code d'un bombardement effectué par les forces navales alliées les 17 et 18 mai 1944 pendant la guerre du Pacifique, ciblant la ville de Surabaya (Java) alors occupée par les Japonais.

## Préparatifs
Cette opération était en effet une seconde itération du concept testé pour la première fois lors de l'opération Cockpit un mois plus tôt. À son retour à Ceylan le 27 avril après le bombardement sur Sabang, le porte-avions américain Saratoga a été renvoyé aux États-Unis pour une révision et un réaménagement majeur. L'amiral Ernest J. King, chef des opérations navales américaines, suggère qu'avec le soutien de l'Eastern Fleet du vice-amiral britannique Sir James Somerville, le porte-avions devrait attaquer Surabaya lors son retour vers les États-Unis.

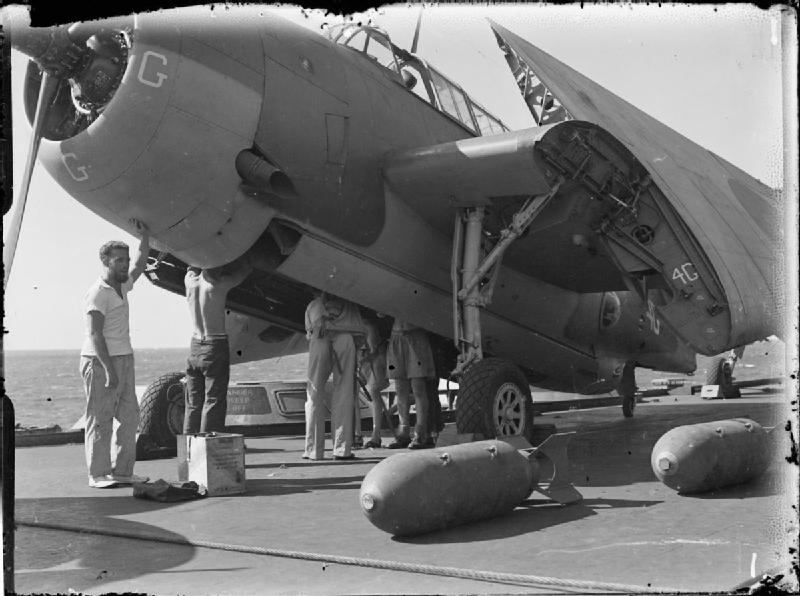
Grumman Avenger sur le pont d'envol du naviguant dans l'océan Indien en prévision du raid sur Surabaya, mai 1944.

Surabaya étant beaucoup plus proche de l'Australie que de Ceylan, le plan était de rassembler ses forces dans le golfe d'Exmouth, en Australie occidentale. Somerville prit donc ses dispositions afin de ravitailler ses navires dans la zone prévue. Le 6 mai, l'Eastern Fleet appareille de Ceylan : Somerville conduit la Task Force 65 à Trinquemalay avec les cuirassés britanniques Queen Elizabeth, Valiant et le français Richelieu, les croiseurs légers britanniques Newcastle, Nigeria et le néerlandais Tromp, ainsi que les destroyers britanniques Rotherham, Racehorse, Penn, les australiens Napier, Nepal, Quiberon et Quickmatch et le néerlandais Van Galen, tandis que le vice-amiral Sir Arthur Power menait la Task Force 66 à Colombo avec le croiseur britannique Renown (transféré dans la TF 65 le 7 mai), le porte-avions britannique Illustrious et l'américain Saratoga du contre-amiral Clement Moody (en), le croiseur léger britannique Ceylon et le néo-zélandais Gambia, et les destroyers Quilliam, Quadrant, Queenborough et les américains Cummings, Dunlap et Fanning.
Les navires des deux groupes sont ravitaillés le 15 mai dans la baie d'Exmouth par les navires de la TF 67, comprenant six pétroliers et un navire-citerne, escorté par les croiseurs lourds London et Suffolk ayant appareillés de Trinquemalay le 30 avril. Les croiseurs rejoignirent la TF 66 le 14 mai.
Prévoyant une réaction japonaise plus forte à cette occasion que lors de l'opération Cockpit, Somerville fixa la position de vol à une distance de quelque 210 miles (340 km) de la cible prévue. Le Fairey Barracuda manquant de portée, l'Illustrious opta pour des Grumman Avenger à plus long rayon d'action.

## Le raid
La flotte quitte le golfe d'Exmouth le 15 mai dans l'après-midi et atteint sans être repéré la zone de décollage prévue au sud Surabaya, à 06 h 30 le 17 mai. À 07 h 20, la force d'attaque s'envola vers sa cible. Elle se composait de 45 bombardiers-torpilleurs Avenger et bombardiers en piqué Douglas SBD Dauntless, escortés par 40 avions de chasse Grumman F6F Hellcat et Vought F4U Corsair. Les assaillants constituaient deux forces, l'une attaquait une importante raffinerie de pétrole (la seule source de carburant aviation à Java) et une usine d'ingénierie, tandis que l'autre bombardait le chantier naval et l'arsenal maritime ancré dans le port. Malgré le fait que les deux forces durent survoler les terres sur une distance considérable pendant leur approche de Surabaya, elles ne rencontrèrent aucun chasseur japonais. De plus, la zone ciblée était peu protégée, le feu anti-aérien japonais étant faible et généralement inefficace.
Surpris par la « facilité » de l'objectif, les avions des deux forces aériennes accomplirent simultanément leurs missions à 08 h 30. L'attaque coûta aux Alliés un seul avion pour 12 avions japonais détruits au sol. Les dommages infligés aux installations portuaires et aux navires furent largement surestimés par les équipages ; seul un cargo de 993 tonnes et le patrouilleur PB-36 furent endommagés de manière irréparable, tandis que les chasseurs auxiliaires de sous-marin Ch 107 et Ch 108, les cargos Choka Maru et Tencha Maru, et le pétrolier Yosei Maru furent légèrement endommagés.
Somerville regretta plus tard de ne pas avoir ordonné une seconde attaque dans l'après midi. Cependant, n'étant pas à bord d'un porte-avions, il ignorait que certaines des cibles désignées n'avaient pas été endommagées dans le port.
D'autre part, sept bombardiers lourds terrestres B-24 Liberator du 380e groupe de bombardement de l'US Army Air Forces effectuèrent une attaque de nuit sur le port de Surabaya depuis la base de l'aérodrome de Corunna Downs (en), en Australie occidentale.
Le 18 mai, le Saratoga et les trois destroyers américains se séparèrent de l'Eastern Fleet, étant rentrée à Ceylan le 27 mai.